# Biozentrum-Turm
Der Biozentrum-Turm beherbergt das Biozentrum der Universität Basel. Der Forschungs-Neubau von Ilg Santer Architekten ersetzt seit seiner Fertigstellung 2021 das ehemalige Biozentrum, das vom Architekten Martin Burckhardt gestaltet und im Jahr 1971 eröffnet wurde.

## Geschichte
Der Baubeginn des Neubaus Biozentrum erfolgte im August 2013. Bis Mai 2014 wurde die 12 Meter tiefe Baugrube ausgehoben. Planungsgemäss sollte der Rohbau und die Fassade bis Dezember 2016 fertiggestellt sein. De Bauzeit verlängerte sich um vier Jahre aufgrund verschiedener Schwierigkeiten. Die Übergabe an den Universitätsbetrieb erfolgte mit der offiziellen Eröffnung am 21. September 2021.

## Beschreibung
Der rund 73 Meter hohe Bau hat eine Grundrissfläche von 50,3 × 47,7 Meter. Auf einer Fläche von 23'400 Quadratmetern beherbergt der Biozentrum Neubau 32 Forschungsgruppen mit rund 400 Forschenden aus über 45 Ländern. Auf 16 Obergeschossen sind pro Regelgeschoss vier Professuren angesiedelt. Der stützenfreie Grundriss erlaubt eine freie Einteilung der Labore, welche individuell für die Bedürfnisse der einzelnen Forschungsgruppen konzipiert werden können und hochmoderne Infrastruktur für die Forschung zu grundlegenden Fragen der Biologie bieten. Eine gemeinschaftliche Mittelzone pro Stockwerk kann als sozialer Treffpunkt genutzt werden, der den interdisziplinären Austausch unter den Forschenden fördern soll.
Neben den 16 Forschungsgeschossen umfasst der Biozentrum Neubau drei Untergeschosse mit Hörsälen und Seminarräume für bis zu 900 Studierende, welche durch eine zentrale, dreigeschossige Halle zugänglich sind. Ebenso befinden sich hier die IT-Services der Universität Basel.
Das neue Biozentrum befindet sich im Campus Schällemätteli und wurde aufgrund seiner Bedeutung für die Universität Basel als öffentliches Gebäude im Stadtraum konzipiert. Die dreigeschossige Eingangshalle dient als städtisches Forum und bildet in Zukunft das Herzstück für den Campus, auf welchem in den nächsten Jahren noch weitere Neubauten für den Bereich Life Sciences entstehen sollen.